# Belorchestes gebennicus
Belorchestes gebennicus är en kvalsterart som beskrevs av Grandjean 1957. Belorchestes gebennicus ingår i släktet Belorchestes och familjen Zetorchestidae. Inga underarter finns listade.